# Ville-du-Pont
Ville-du-Pont – miejscowość i gmina we Francji, w regionie Burgundia-Franche-Comté, w departamencie Doubs.
Według danych na rok 1990 gminę zamieszkiwało 246 osób, a gęstość zaludnienia wynosiła 16 osób/km² (wśród 1786 gmin Franche-Comté Ville-du-Pont plasuje się na 501. miejscu pod względem liczby ludności, natomiast pod względem powierzchni na miejscu 196.).